# Gagaku (album)
gagaku (【雅楽】-gagaku-?, Gagaku-gagaku-) è il primo album del cantante giapponese miyavi. Pubblicato dalla label indie PS Company, è uscito il 31 ottobre 2002 nel solo Giappone, in una sola edizione ed al prezzo di 3150 ¥. L'album è stato ristampato il 21 giugno 2006 con una copertina diversa.

## Il disco
miyavi è un cantante e polistrumentista giapponese, ed è stato un componente della band visual kei Due'le quartz come chitarrista e vocalist in seconda. Nel 2002 il gruppo si scioglie e miyavi annuncia la sua prosecuzione come musicista solista. Questo è il suo primo album completo e primo album solista in assoluto.

Il titolo di quest'album presenta un doppio senso:
- il gagaku (genere musicale) (letteralmente musica elegante) è la musica "classica" giapponese, nonché la musica di corte suonata nei palazzi imperiali: scegliendo questo titolo miyavi vuole sottolineare come la sua musica sia la diretta continuatrice di quella millenaria tradizione;
- la parola "gagaku" (雅楽?) è formata dai due ideogrammi miyabi (雅?, eleganza, nonché il nome di miyavi) e raku (楽?, musica): è quindi traducibile anche come "la musica di miyavi".

## Tracce
Tutti i brani sono testo e musica di miyavi.

Dopo il titolo è indicata fra parentesi "()" la grafia originale del titolo, eventuali note sono riportate dopo il punto e virgola ";".
1. Hatachi kinenbi (二十歳記念日?) - 3:06
2. Coin Lockers Baby (コインロッカーズベイビー?) - 2:39
3. Kusare sotomichi he. (腐れ外道へ。?) - 2:25
4. Night in girl (Night in girl?) - 2:14
5. Girls, be ambitious (Girls, be ambitious?) - 4:26
6. Oresama shikō (オレ様思考?) - 2:03
7. Gariben Rock (ガリ勉ロック?) - 3:56
8. ONPU-NO-TEGAMI (♪の手紙"ONPU-NO-TEGAMI"?) - 4:24
9. Shokubutsu ningen M no Theme (植物人間Ｍのテーマ?) - 4:02
10. Dear... from xxx (Dear... from xxx?) - 5:52; bonus track

## Curiosità
- La seconda traccia, Coin Lockers Baby, ha quasi lo stesso titolo di un libro di Ryū Murakami, Coin Locker Babies. L'artista ha comunque negato che ci siano riferimenti della canzone al libro, visto che egli non ne conosceva l'esistenza prima che gli venisse fatto notare.
- La decima traccia, la bonus track Dear... from xxx, è la reinterpretazione di un brano che miyavi aveva precedentemente registrato con la sua precedente band, i Dué le quartz; è quindi la cover di un suo stesso brano, una auto-cover. Tutti i primi album di miyavi presentano auto-cover.
- I titoli dei primi album di miyavi sono composti da due o più kanji: il primo è sempre "雅", cioè appunto "miyavi", ed i secondi sono altri ideogrammi che, in combinazione con il primo, formano una nuova parola od espressione.
- Fra gli album che contengono kanji nel titolo, gagaku è l'unico album di miyavi ad essere scritto "kanji-rōmaji": dal secondo album in poi, il titolo verrà scritto come "primo kanji-romaji-secondo kanji".
- gagaku è uno dei due album di miyavi ad essere uscito in un'unica versione: dal terzo album in poi, verranno sempre distribuite due o più versioni dello stesso disco.